# Ла Фениче
«Ла Фениче», «Фени́че» (итал. La Fenice — «Феникс») — оперный театр, открывшийся в Венеции 16 мая 1792 года премьерой оперы Паизиелло «Игры в Агридженто» («Агриджентские игры»).
В названии отражено то обстоятельство, что театр дважды подымался как феникс из пепла — первый раз после пожара 1774 года и второй после судебных баталий. Вновь горел в 1837 и 1996 годах, но каждый раз восстанавливался.
Во время Первой мировой войны театр не работал. В 1996 году в театре вновь случился сильный пожар. Театр открылся после восьмилетней реставрации в 2003 году постановкой оперы Джузеппе Верди «Травиата».
Среди исторических премьер, состоявшихся в театре «Ла Фениче»:
- 11 марта 1851 — «Риголетто» Джузеппе Верди (Риголетто — Феличе Варези, Джильда — Тереза Брамбилла[англ.], Герцог— Рафаэле Мирате[англ.])
- 6 марта 1853 — «Травиата» Джузеппе Верди (Виолетта — Фанни Сальвини-Донателли[англ.], Альфредо — Лодовико Грациани[англ.])
- май 1926 — «Мандрагора» Марио Кастельнуово-Тедеско
- 11 сентября 1951 — «Похождения повесы» Игоря Стравинского (Энн Трулав — Элизабет Шварцкопф)
- 14 сентября 1954 — «Поворот винта[англ.]» Бенджамина Бриттена (Питер Квинт — Питер Пирс, Гувернантка — Дженнифер Вивиан[англ.], Майлс — Дэвид Хеммингс)